# Nagypisznice
Nagypisznice (horvátul: Velika Pisanica) falu és község Horvátországban Belovár-Bilogora megyében.

## Fekvése
Belovár központjától légvonalban 20, közúton 25 km-re délkeletre, a Bilo-hegység déli lejtőin fekszik. A település területe nyugat-keleti irányban 13 kilométer hosszan nyúlik el a Grebenska-patak bal partján. Ezzel az ország leghosszabb települése. Központjában két templom, iskola, egészségház, állatorvosi rendelő, postahivatal, szupermarket működik.

## A község települései
A községhez Nagypisznicén kívül közigazgatásilag Babinac, Bačkovica, Bedenička, Čađavac, Nova Pisanica, Polum és Ribnjačka települések tartoznak.

## Története
A falu területe a 17. századtól népesült be, amikor a török által elpusztított, kihalt területre folyamatosan telepítették be a keresztény lakosságot. 1774-ben az első katonai felmérés térképén „Dorf Velika Piszanicza” néven találjuk. A település katonai közigazgatás idején a szentgyörgyvári ezredhez tartozott.
Lipszky János 1808-ban Budán kiadott repertóriumában „Velika Piszanicza” néven szerepel. Nagy Lajos 1829-ben kiadott művében „Piszanicza (Velika)” néven 201 házzal, 436 katolikus és 668 ortodox vallású lakossal találjuk.
A katonai közigazgatás megszüntetése után Magyar Királyságon belül Horvát-Szlavónország részeként, Belovár-Kőrös vármegye Belovári járásának része volt. 1857-ben 1.449, 1910-ben 2.524 lakosa volt. Az Osztrák-Magyar Monarchia idejében az olcsó föld és a könnyebb megélhetés miatt jelentős számú magyar lakosság vándorolt be a területére. Az 1910-es népszámlálás szerint a falu lakosságának 29%-a magyar, 27%-a horvát, 27%-a szerb, 16%-a német anyanyelvű volt. 1918-ban az új szerb-horvát-szlovén állam, majd később Jugoszlávia része lett. 1941 és 1945 között a németbarát Független Horvát Államhoz, majd a háború után a szocialista Jugoszláviához tartozott. A háború után munkatábor működött a területén. 1991-től a független Horvátország része. 1991-ben lakosságának 62%-a horvát, 14%-a szerb, 12%-a magyar nemzetiségű volt. A honvédő háború idején Nagypisznice volt az ország elsőként felszabadított községe. Az 1991. október 31-én indult akcióban a helyi horvát erők mellett főként belovári különleges rendőri alakulatok vettek részt. Két horvát harcos halt hősi halált, tizenketten pedig megsebesültek. 2011-ben 1.065 lakosa volt, akik főként mezőgazdasággal foglalkoztak.

## Lakossága
| Lakosság változása | Lakosság változása | Lakosság változása | Lakosság változása | Lakosság változása | Lakosság változása | Lakosság változása | Lakosság változása | Lakosság változása | Lakosság változása | Lakosság változása | Lakosság változása | Lakosság változása | Lakosság változása | Lakosság változása | Lakosság változása |
| ------------------ | ------------------ | ------------------ | ------------------ | ------------------ | ------------------ | ------------------ | ------------------ | ------------------ | ------------------ | ------------------ | ------------------ | ------------------ | ------------------ | ------------------ | ------------------ |
| 1857               | 1869               | 1880               | 1890               | 1900               | 1910               | 1921               | 1931               | 1948               | 1953               | 1961               | 1971               | 1981               | 1991               | 2001               | 2011               |
| 1.449              | 1.696              | 1.443              | 2.051              | 2.395              | 2.524              | 2.444              | 2.266              | 2.189              | 2.202              | 2.149              | 1.863              | 1.616              | 1.469              | 1.181              | 1.065              |

## Nevezetességei
- Szent Lázár tiszteletére szentelt szerb pravoszláv parochiális temploma[6] 1713-ban épült barokk stílusban. A falu legrégibb építménye. Egyhajós épület, téglalap alaprajzú hajóval, háromoldalú apszissal és nyolcszög keresztmetszetű harangtoronnyal a főhomlokzaton, amely mentén mindkét oldalon alacsonyabb térrészeket alakítottak ki. A templom mai megjelenése az 1967-ben megkezdett felújítás eredménye, melyet a második világháború során okozott nagy károk helyreállítására végeztek. Belül falazott kórus, és boltozatos fából készült mennyezet található. A homlokzatokat félköríves záródású ablaknyílásokkal váltakozó lizénák tagolják. A templom a felújítás során bekövetkezett változások ellenére nagyrészt megőrizte barokk formáit. Ikonosztáza Jovan Cetirević Grabovan munkája. A templom 2011-ben díszkivilágítást kapott.

- Jézus szíve tiszteletére szentelt római katolikus templomát[7] 1906 és 1909 között építették a 18. századi kápolna helyén. Háromhajós észak-déli tájolású épület sokszögletű szentéllyel. A harangtorony az északi homlokzat felett áll. A templomot Ivan Drusany festette ki 1915-ben. A templomnak négy oltára van. A főoltár tiroli munka, 1910-ben építették a szentély apszisába. A bal oldali mellékoltár a Rózsafüzér királynője, a jobb oldali Páduai Szent Antal tiszteletére van szentelve. A negyedik, Három királyok oltár az északi mellékhajóban, a diadalív végében áll. Az orgona 1909-ben Anton Molzer mester kutná horai műhelyében készült Csehországban.

- A református templomot[8] 1903-ban építették a falu református magyar lakosai. Egyhajós, négyszögletes alaprajzú épület félköríves szentéllyel és keletre, a főhomlokzat mentén emelkedő harangtoronnyal. A nyeregtetőt, cserép borítja, míg a harangtorony felett ónlemezekkel fedett, piramis alakú sisak látható. A belső tér a kálvinista templomokra jellemző, szerény kialakítású és egyszerűség jellemzi. A teret fából készített, vakolt, szélein lejtős, kékre festett mennyezet borítja. 2011-ben tornyát teljesen megújították, ekkor díszkivilágítást is kapott. A helyi református egyházközség 35 tagot számlál. Misét csak minden második vasárnap mondanak benne.

- Edo Murtić szülői háza.

## Gazdaság
A település gazdaságának alapja hagyományosan a mezőgazdaság. Legfőbb terményei a kukorica, a búza, az árpa, a napraforgó, a burgonya és a takarmánynövények. Az állatok közül a sertés és a szarvasmarha tenyésztése a legelterjedtebb. A gazdaság jövőbeni fejlődése a mezőgazdasági termelés növelése mellett a kis és középvállalkozások fejlesztésén alapszik. A stratégiára vonatkozóan a községi önkormányzat 5 – 7 éves intézkedési tervet dolgozott ki.

## Kultúra
A település kulturális és művészeti egyesületét a KUD “Sloga” Velika Pisanicát 1994-ben alapították. Elődje az első világháborútól az 1960-as évekig működött. Az egyesületnek ma mintegy 30 tagja van.

## Oktatás
A település első négyosztályos elemi iskolája 1886-ban kezdte meg működését. 1904-ben magyar és német nyelvű iskolát alapítottak. A nyolcosztályos iskola 1953-ban kezdte meg működését. A mai iskolaépületet 1971-ben nagyrészt az Amerikába elszármazott Frank Kern adományából építették. Frank Kern egy alapítványt is létrehozott, melynek tőkéjéből minden év végén a kitűnő tanulókat jutalmazzák. Mellszobra az iskola udvarán áll. Az iskolának négy kihelyezett területi iskolája működik Babinac, Bedenik, Ribnjača és Lasovac településeken.

## Sport
- A helyi sportélet legfontosabb intézménye az ŠRC Kukavica sport és rekreációs központ. Az intézmény nevét a kakukkmadárról kapta, mely nagyon gyakori a környező erdőkben. A létesítmény még a jugoszláv időszakban épült katonai kiképzőközpont céljára a JNA közeli gyaroklóteréhez. A délszláv háború idején a PU Bjelovar "Omega" különleges egységei használták. Ma a megyei önkormányzat tulajdonában van. Labdarúgó, kézilabda, kosárlabda, tenisz, strandröplabda, kalapácsvető és lovaspályái vannak.
- Az NK Bilo Velika Pisanica labdarúgócsapata a megyei első osztályban szerepel.
- A ŽNK Bilo Velika Pisanica női labdarúgócsapatát 2013-ban alapították.
- Šrd Amur sporthorgász egyesület
- Mladost karateklub

## Egyesületek
- KUD Sloga Velika Pisanica kulturális és művészeti egyesület
- Anđeli za Anđele humanitárius egyesület
- Anima Caelestis természetvédő egyesület
- Konji gizdavi lovas egyesület
- Velika Pisanica nőegylet
- OTKOS 10 hazafias és veterán egyesület
- Pisanički mališani gyermek játszóklub
- Zajednica Mađara -  Pisanica, a pisznicei magyarok egyesülete nyolc település (Nagypisznice, Bedenik, Bulinac, Babinac, Lasovac, Mala Pisanica, Šandrovac és Veliki Grđevac) magyar nemzeti kisebbségét fogja össze. Kulturális rendezvényeket, fellépéseket, kirándulásokat szervez, tartja a kapcsolatot a többi megye magyar egyesületeivel.
- Bilo vadásztársaság

## Híres emberek
Itt született 1921. május 4-én Edo Murtić festőművész.